# Eppur si muove (EP)
Eppur Si Muove es un EP de Enigma publicado el 7 de noviembre de 2006 en Alemania. Solo se publicó en disco de vinilo de 12 pulgadas. Los cuatro temas estuvieron disponibles para descarga digital en la tienda iTunes, y aparecieron en el DVD de A Posteriori publicado el 15 de diciembre de 2006. Las remezclas también se incluyeron en la versión The Private Lounge Remix Album del disco A Posteriori disponible en la tienda de iTunes el 18 de marzo de 2007 en Alemania, y el 26 de marzo en el resto de Europa.
Las remezclas fueron hechas por Jean F. Cochois («Dreaming of Andromeda» - Jean F. Cochois Remix), Wolfgang Filz («20.000 Miles Over the Sea» - BocaJunior Remix), Ralf Hildenbeutel («The Alchemist» - The Alchemist's Vision by Ralf Hildenbeutel) y Tocadisco («Eppur Si Muove» - Tocadisco Remix).
«Eppur si muove» —escrito también «E pur si muove»— es una frase italiana traducida como «sin embargo, se mueve», atribuido a Galileo Galilei después de ser sentenciado por la Inquisición romana para retractarse en su creencia del heliocentrismo.

## Listado
- Vinilo, 12 pulgadas

Todos los temas compuestos por Michael Cretu
Cara A
1. «Eppur Si Muove» (Tocadisco Remix) — 6:37
2. «The Alchemist» (The Alchemist's Vision by Ralf Hildenbeutel) — 7:17

Cara B
1. «Dreaming of Andromeda» (Jean F. Cochois Remix) — 7:27
2. «20.000 Miles Over the Sea» (BocaJunior Remix) — 7:06